# Cercopitec de Campbell
El cercopitec de Campbell (Cercopithecus campbelli) és una espècie de primat de la família dels cercopitècids. Viu a la Costa d'Ivori, Gàmbia, Ghana, Guinea, Guinea-Bissau, Libèria, el Senegal i Sierra Leone.
Estudis realitzats el 2009 suggeriren que aquesta espècie té una de les formes més avançades de comunicació animal, amb una sintaxi rudimentària.